# جلايش شالتونج

بينما لم يتم إلغاء الولايات الألمانية التقليدية رسميًا (باستثناء لوبيك في عام 1937)، فقد تآكلت حقوقها الدستورية وسيادتها وانتهت في نهاية المطاف. كانت بروسيا بالفعل تحت الإدارة الفيدرالية عندما تولى هتلر السلطة، مما وفر نموذجًا لهذه العملية.

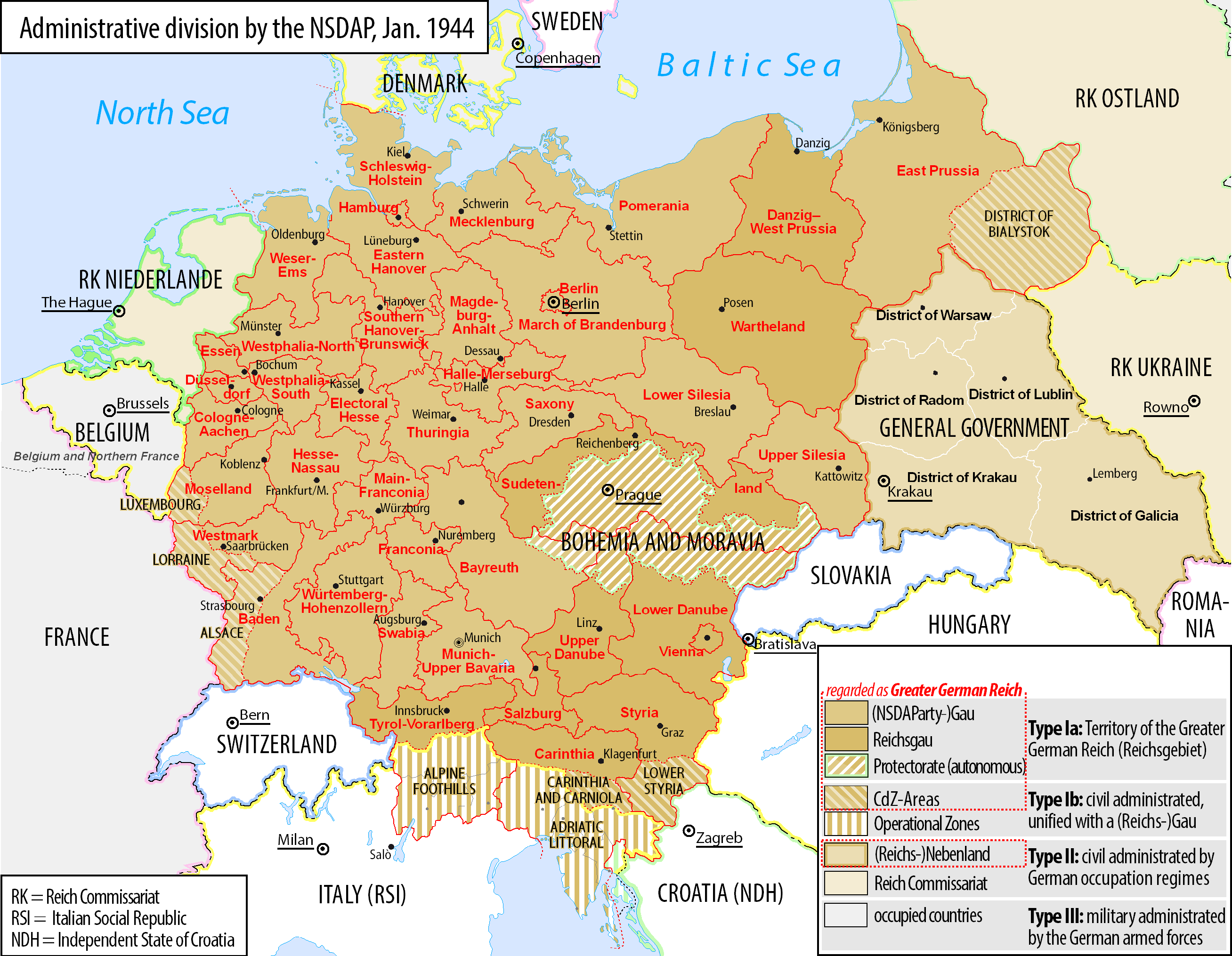
استبدل نظام جاو التابع للحزب النازي بفعالية الهيكل الفيدرالي للبلاد.

جلايش شالتونج تُلفظ بالألمانية: [ˈɡlaɪçʃaltʊŋ] ، أو التنسيق باللغة العربية، في المصطلح النازي هي عملية نازية أنشأ بها أدولف هتلر والحزب النازي على التوالي نظامًا للسيطرة والتنسيق الشموليين على جميع جوانب المجتمع الألماني والمجتمعات التي تحتلها ألمانيا النازية «من جوانب اقتصادية وجمعيات تجارية إلى وسائل الإعلام والثقافة والتعليم». 
تم دمج رموز الحزب النازي والدولة (انظر علم ألمانيا) وحرمان اليهود الألمان من جنسيتهم (انظر قوانين نورمبرغ) عام 1935.

## المصطلح
المصطلح التزامن (في الألمانية Gleichschaltung)

## الأساس القانوني
كان النازيون قادرين على وضع Gleichschaltung ساري المفعول بسبب التدابير القانونية التي اتخذتها الحكومة خلال العشرين شهرًا التي تلت تاريخ 30 يناير 1933، عندما أصبح أدولف هتلر مستشارًا لألمانيا. 
بعد يوم واحد من إطلاق النار على الرايخستاغ في 27 فبراير 1933، أصدر رئيس ألمانيا بول فون هيندينبيرغ، بناءً على طلب هتلر وعلى أساس سلطات الطوارئ الواردة في المادة 48 من دستور فايمار، مرسوم حريق الرايخستاغ. علق هذا المرسوم معظم حقوق المواطنين المنصوص عليها في الدستور، وبالتالي سمح باعتقال على الخصوم السياسيين، معظمهم من الشيوعيين، وترويع الناخبين الآخرين من قبل كتيبة العاصفة (SA) (المنظمة النازية شبه العسكرية) قبل الانتخابات المقبلة. 
في هذه الظروف، جرت انتخابات الرايخستاغ العامة في 5 مارس 1933.  أمل النازيون في الفوز بأغلبية صريحة والتخلي عن شركائهم في الائتلاف، حزب الشعب الوطني الألماني. ومع ذلك، فاز النازيون بنسة 43.9 في المئة فقط من الأصوات، أقل بكثير من الأغلبية.  على الرغم من عدم الحصول على التصويت اللازم لتأمين أي تعديلات على الدستور الفيدرالي الحالي، إلا أن السخط من محاولة حكومة فايمار السابقة نحو الديمقراطية كان واضحًا وتبع ذلك أعمال عنف لاحقة. اقتحمت وحدات قوات كتيبة العاصفة مقر الاشتراكيين الديمقراطيين في مدينة كونيغسبرغ، ودمرت المبنى، وضربت حتى نائب الشيوعي في الرايخستاغ والتر شوتز حتى الموت.  تعرض مسؤولون آخرون من الأحزاب غير النازية للهجوم من قبل القوات كتيبة العاصفة في فوبرتال وكولونيا وبراونشفايغ وشيمنيتز وفي أماكن أخرى في جميع أنحاء ألمانيا، في سلسلة من أعمال العنف التي استمرت في التصاعد حتى صيف عام 1933 ؛ وفي الوقت نفسه نمى عدد أعضاء كتيبة العاصة إلى حوالي مليوني عضو. 

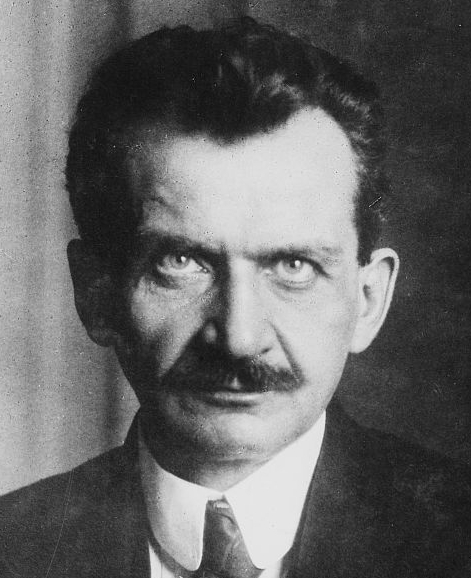
خلال النقاش حول قانون التمكين ، تحدث رئيس الحزب الاشتراكي الديمقراطي أوتو فيلس بآخر الكلمات الحرة في الرايخستاغ (اخر شخص يتكلم بحرية): «يمكنك أن نقتل حياتنا وحريتنا، لكن لا يمكنك أن تاخذ شرفنا. نحن عزل وليس بدون شرف». لقد أدى إلغاء القانون لاحقًا إلى إلغاء الديمقراطية البرلمانية.

عندما انعقد الرايخستاغ المنتخب حديثًا لأول مرة في 23 مارس 1933 - لا يشمل المندوبين الشيوعيين بسبب حظر حزبهم في 6 مارس - مرر قانون التمكين (Ermächtigungsgesetz). أعطى هذا القانون للحكومة - وفي الممارسة العملية، هتلر - الحق في سن قوانين دون إشراك الرايخستاغ. في جميع أنحاء ألمانيا، تمكن النازيون من تشديد قبضتهم على الدولة بفضل قانون التمكين.  أصبح دستور فايمار بأكمله باطلاً.  بعد فترة وجيزة، حظرت الحكومة الحزب الاشتراكي الديمقراطي، حيث سرعان ما دفن «الانهيار» الأحزاب الأخرى.  بحلول منتصف الصيف، تم تخويف الأحزاب الأخرى لتحل نفسها بنفسها بدلاً من مواجهة عمليات اعتقال والسجن في معسكرات الاعتقال، واضطر جميع الوزراء غير النازيين في الحكومة الائتلافية إلى الاستقالة من مناصبهم. 

## الدعاية والتكامل المجتمعي

### القوة عبر السعادة
منظمة ترفيهية للعمال، تسمى القوة عبر السعادة تم تأسيسها تحت رعاية جبهة العمال الألمانية التي تم إنشاؤها عندما قام النازيون بحل النقابات بالقوة في 2 مايو 1933، مما أدى إلى إفساد الحركة العمالية.  تم هزيمة الفصائل، وأصبحت جميع الأندية الخاصة، سواء أكانت لشطرنج أو كرة القدم أو الأعمال الخشبية، تحت سيطرة القوة عبر السعادة، والتي قدمت أيضًا رحلات لقضاء العطلات والتزلج والسباحة والحفلات الموسيقية والرحلات البحرية في المحيطات. استمتع حوالي 43 مليون ألماني برحلات عبر مبادرة «القوة عبر السعادة». 